# Partido de General Villegas
Partido de General Villegas är en kommun i Argentina.   Den ligger i provinsen Buenos Aires, i den centrala delen av landet, 400 km väster om huvudstaden Buenos Aires. Antalet invånare är 28 960.
Trakten runt Partido de General Villegas består till största delen av jordbruksmark. Runt Partido de General Villegas är det mycket glesbefolkat, med 4 invånare per kvadratkilometer.